# Parthenicus miniopunctatus
Parthenicus miniopunctatus är en insektsart som beskrevs av Knight 1968. Parthenicus miniopunctatus ingår i släktet Parthenicus och familjen ängsskinnbaggar. Inga underarter finns listade i Catalogue of Life.